# Cyathocalyx
Cyathocalyx Champ. ex Hook. f. & Thomson – rodzaj roślin z rodziny flaszowcowatych (Annonaceae Juss.). Według The Plant List w obrębie tego rodzaju znajdują się 22 gatunki o nazwach zweryfikowanych i zaakceptowanych, podczas gdy kolejnych 14 taksonów ma status gatunków niepewnych (niezweryfikowanych). Występuje naturalnie w klimacie równikowym Azji Południowo-Wschodniej. Gatunkiem typowym jest C. zeylanicus Champ. ex Hook.f. & Thomson. 

## Morfologia
PokrójZimozielone drzewa.
LiścieNaprzemianległe, pojedyncze. Blaszka liściowa jest całobrzega.
KwiatyPromieniste, obupłciowe. Są pojedyncze lub zebrane w małe pęczki. Rozwijają się w kątach pędów lub na ich szczytach. Mają 3 działki kielicha – mogą one być wolne lub zrośnięte. Płatków jest 6, ułożonych w dwóch okółkach, są wolne lub zrośnięte, są prawie takie same. Kwiaty mają liczne wolne pręciki. Zalążnia jest górna, składająca się z kilku wolnych słupków.
OwoceJagody tworzące owoc zbiorowy. Nasiona mają trzy osłonki.

## Systematyka
Pozycja według APweb (aktualizowany system APG III z 2009)
Rodzaj wraz z całą rodziną flaszowcowatych w ramach rzędu magnoliowców wchodzi w skład jednej ze starszych linii rozwojowych okrytonasiennych określanych jako klad magnoliowych.
Lista gatunków
| - Cyathocalyx acuminatus C.B.Rob. - Cyathocalyx annamensis Ast - Cyathocalyx apoensis (Elmer) J.Sinclair - Cyathocalyx cauliflorus K.Schum. & Lauterb. - Cyathocalyx crassipetalus R.J.Wang & R.M.K.Saunders - Cyathocalyx filiformis Ast - Cyathocalyx globosus Merr. - Cyathocalyx hexagynus (Miq.) R.J.Wang & R.M.K.Saunders - Cyathocalyx kingii Boerl. ex Koord. - Cyathocalyx lucidus Diels - Cyathocalyx magnifructus R.J.Wang & R.M.K.Saunders | - Cyathocalyx martabanicus Hook.f. & Thomson - Cyathocalyx minahassae Koord. - Cyathocalyx obtusifolius Becc. & Scheff. - Cyathocalyx olivaceus (King) J.Sinclair - Cyathocalyx petiolatus Diels - Cyathocalyx polycarpa C.T.White & W.D.Francis - Cyathocalyx pubescens Scheff. - Cyathocalyx samarensis R.J.Wang & R.M.K.Saunders - Cyathocalyx sumatranus Scheff. - Cyathocalyx vitiensis A.C.Sm. - Cyathocalyx zeylanicus Champ. ex Hook.f. & Thomson |

## Zagrożenia i ochrona
W Czerwonej księdze gatunków zagrożonych jest wymienionych 5 gatunków rodzaju Cyathocalyx – 3 z nich ma status gatunków najmniejszej troski, a 2 były uznane za gatunek niższego ryzyka uzależniony od zabiegów ochronnych – kategoria obecnie nie stosowana. 
| Gatunek                  | Status zagrożenia | Tendencja populacji |
| ------------------------ | ----------------- | ------------------- |
| Cyathocalyx olivaceus    |                   | nieznana            |
| Cyathocalyx pahangensis  |                   | nieznana            |
| Cyathocalyx pruniferus   |                   | nieznana            |
| Cyathocalyx scortechinii |                   | nieznana            |
| Cyathocalyx sumatranus   |                   | nieznana            |